# Emma Dunn

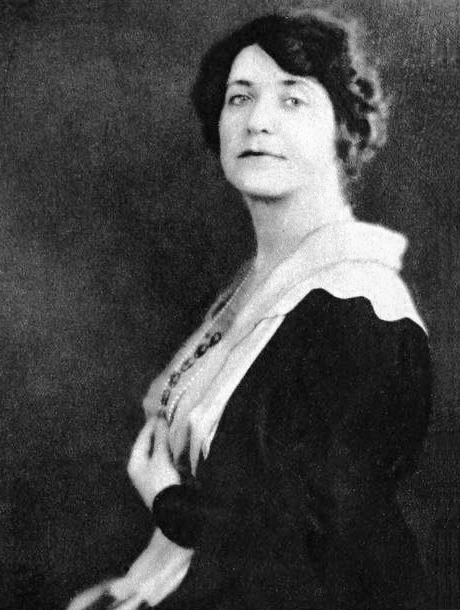
Emma Dunn (1920)

Emma Dunn (* 26. Februar 1874 in Cheshire, England, Vereinigtes Königreich; † 14. Dezember 1966 in Los Angeles, Kalifornien, Vereinigte Staaten) war eine in England geborene, US-amerikanische Schauspielerin. Zwischen 1914 und 1948 wirkte sie in über 100 Filmproduktionen mit.

## Leben und Werk
Die Schauspielkarriere von Emma Dunn begann beim britischen Theater, unter anderem in London. Nur einige Jahre später siedelte sie in die Vereinigten Staaten um, wo sie etwa in vielen Stücken am Broadway zu sehen war. Ihre erste Broadway-Rolle spielte sie 1906 in der ersten amerikanischen Produktion von Henrik Ibsens Peer Gynt als Mutter von Peer. Peer Gynt selbst wurde von Richard Mansfield dargestellt, der eigentlich rund 20 Jahre älter als Dunn war. Das war typisch für Dunn, die bereits als Jugendliche in London schon matronenhafte Rollen auf der Bühne gespielt hatte. Begehrt war Dunn vor allem beim Theaterregisseur David Belasco, der sie für drei seiner Produktionen engagierte – The Warrens of Virginia (1907), The Easiest Way (1909) und The Governors Lady (1912).
1914 gab Dunn ihr Filmdebüt in dem Stummfilm Mother. Der Stoff war bereits vier Jahre zuvor auf der Bühne ein großer Erfolg gewesen. Die Regie führte erstmals Maurice Tourneur. Auch Dunns zweiter Film Old Lady 31 (1920) basierte auf einem gleichnamigen Bühnenstück von 1916. Einen letzten Stummfilm drehte Dunn schließlich 1924 mit Pied Piper Malone. Doch erst mit Beginn des Tonfilms Ende der 1920er-Jahre war sie regelmäßig im Filmgeschäft zu sehen. Allein 1931 spielte sie in zehn Produktionen Nebenrollen. Im Laufe ihrer Filmkarriere verkörperte sie vor allem in warmherzige, matronenhafte Rollen und verkörperte etwa mehrfach Mütter, Großmütter oder Haushälterinnen. Eine ihrer bekanntesten Rollen hatte sie als Mutter von Lew Ayres’ Titelfigur in der beliebten Filmreihe Dr. Kildare. In Charlie Chaplins Filmklassiker Der große Diktator verkörperte Dunn die Nebenrolle der jüdischen Frau Jaeckel. Sie blieb bis 1948 in der Filmbranche tätig.
Von 1887 bis zur Scheidung 1909 war Dunn mit dem Schauspielkollegen Harry Beresford verheiratet, sie hatten eine gemeinsame Tochter. Die Schauspielerin heiratete 1909 in zweiter Ehe John W. Stokes. Im Dezember 1966 starb Emma Dunn im Alter von 92 Jahren in Los Angeles.

## Filmografie (Auswahl)
- 1914: Pied Piper Malone
- 1920: Old Lady 31
- 1929: Pied Piper Malone
- 1930: Manslaughter

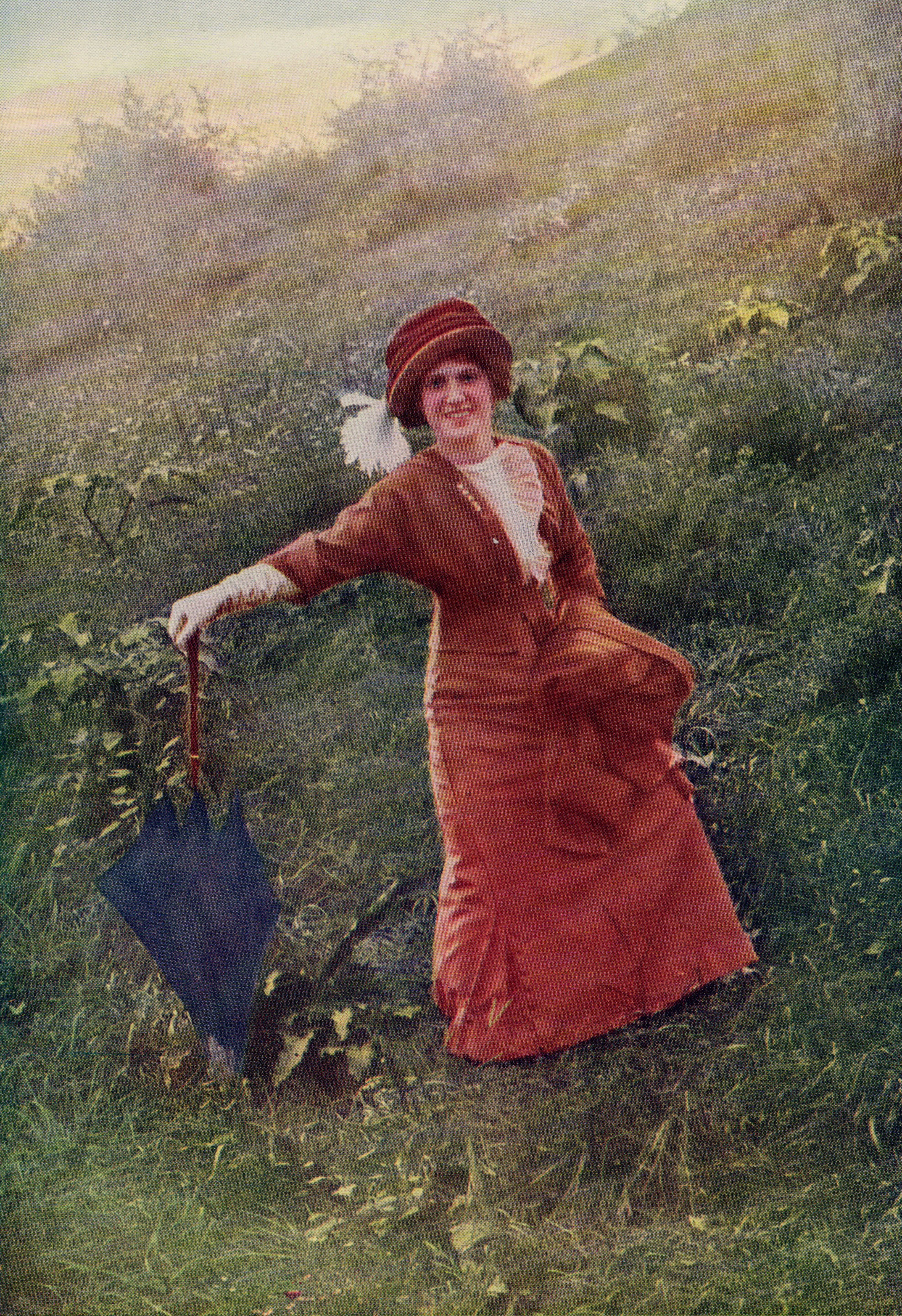
Emma Dunn im American Magazine 1913

- 1930: Das Verbrechen von Buenas Terras (The Texan)
- 1931: The Bad Sister
- 1931: This Modern Age
- 1931: Der Mann, den sein Gewissen trieb (Broken Lullaby)
- 1931: Helden der Unterwelt (Bad Company)
- 1932: Letty Lynton
- 1932: Hell’s House
- 1933: Ein charmanter Schwindler (Hard to Handle)
- 1934: Dr. Monica
- 1935: Der gläserne Schlüssel (The Glass Key)
- 1936: Mr. Deeds geht in die Stadt (Mr. Deeds Goes to Town)
- 1937: Finale in St. Petersburg (The Emperor's Candlesticks)
- 1938: Dr. Kildare: Sein erster Fall (Young Dr. Kildare)
- 1938: Three Loves Has Nancy
- 1939: Frankensteins Sohn (Son of Frankenstein)
- 1939: Dr. Kildare: Unter Verdacht (Calling Dr. Kildare)
- 1939: Dr. Kildare: Das Geheimnis (The Secret of Dr. Kildare)
- 1939: Todesangst bei jeder Dämmerung (Each Dawn I Die)
- 1940: Dr. Kildare: Auf Messers Schneide (Dr. Kildare’s Strange Case)
- 1940: Dr. Kildare: Die Heimkehr (Dr. Kildare Goes Home)
- 1940: Der große Diktator (The Great Dictator)
- 1940: Dance, Girl, Dance
- 1941: Mr. und Mrs. Smith (Mr. & Mrs. Smith)
- 1941: Scattergood Baines
- 1941: Das Geheimnis der drei Schwestern (Ladies in Retirement)
- 1941: Dr. Kildare: Der Hochzeitstag (Dr. Kildare’s Wedding Day)
- 1941: Babes on Broadway
- 1942: Zeuge der Anklage (The Talk of the Town)
- 1942: Meine Frau, die Hexe (I Married A Witch)
- 1942: Dr. Kildare’s Victory
- 1944: Es geschah morgen (It Happened Tomorrow)
- 1944: The Bridge of San Luis Rey
- 1944: Irish Eyes Are Smiling
- 1947: Unser Leben mit Vater (Life with Father)
- 1947: Trauer muss Elektra tragen (Mourning Becomes Electra)
- 1948: Das Geheimnis der Frau in Weiß (The Woman in White)